# Inerciarendszer
A mechanikában inerciarendszernek (a latin iners, tehetetlen szóból) nevezzük azt a vonatkoztatási rendszert, amelyhez viszonyítva egy test mozgására érvényes Newton első törvénye (a tehetetlenség törvénye).  Az inerciarendszer maga is nyugalomban van vagy egyenes vonalú, egyenletes mozgást végez, és bármely hozzá viszonyított tökéletesen magára hagyott test mozgására érvényes a tehetetlenség törvénye. A gyorsuló vagy forgómozgást végző vonatkoztatási rendszert nem tekintjük inerciarendszernek. Newton törvényei csak ebben a vonatkoztatási rendszerben alkalmazhatóak.
Az inerciarendszerek a klasszikus mechanika alapján ekvivalensek egymással, azaz semmilyen mechanikai kísérlettel nem lehet a különböző inerciarendszerek mozgásállapotára vonatkozóan információt nyerni. A speciális relativitáselmélet szerint a vákuumbeli fénysebesség állandó, bármely inerciarendszerből is mérjük meg és bármelyik irányban, függetlenül a fény frekvenciájától, a detektor, illetve a fényforrás mozgási sebességétől.  A megfigyelők sajátos csoportjára való korlátozás vonatkozik az első törvényre is, vagyis arra, hogy az erőhatásoktól mentes testek állandó sebességgel mozognak. Ha egy műhold az űrben, a csillagok és bolygók gravitációs hatásától messze mozog, akkor egy inerciális megfigyelő azt észlelné, hogy egyenletes sebességgel mozog. Megint szembesülünk azzal a ténnyel, hogy Newton törvényei nem alkalmazhatók közvetlenül a gyorsuló mozgásban lévő megfigyelő észleléseire.